# Automolis abyssinibia
Automolis abyssinibia är en fjärilsart som beskrevs av Embrik Strand 1920. Automolis abyssinibia ingår i släktet Automolis och familjen björnspinnare. Inga underarter finns listade i Catalogue of Life.